# Т-Мобайл Полска
„Polska Telefonia Cyfrowa“ („PTC“) е полско акционерно дружество, най-големият мобилен оператор в Полша.
Компанията е основана през 1996. Най-големият акционер е немската T-Mobile, дъщерна компания на „Дойче Телеком“, която притежава 49% от акциите.
„PTC“ обслужва около 6 милиона клиенти и по този начин доминира в националния пазар (11 милиона души). Днес „Polska Telefonia Cyfrowa“ се нарежда в списъка на 10-те най-големи полски компании.
Компанията има покритие от 96% от територията на страната и 99,5% от населението на Полша.
През 2000 се сдобива с лиценз за UMTS за Полша и сега компанията работи по развиването на мрежата.